# Беняса
Беняса (рум. Băneasa) — місто у повіті Констанца в Румунії. Адміністративно місту підпорядковані такі села (дані про населення за 2002 рік):
- Негурень (799 осіб)
- Тудор-Владіміреску (64 особи)
- Феурей (933 особи)

Місто розташоване на відстані 134 км на схід від Бухареста, 76 км на захід від Констанци.

## Населення
За даними перепису населення 2002 року у місті проживали 5353 особи.
Національний склад населення міста:
| Національність | Кількість осіб | Відсоток |
| -------------- | -------------- | -------- |
| румуни         | 4374           | 81,7%    |
| турки          | 963            | 18,0%    |
| цигани         | 14             | 0,3%     |
| німці          | 1              | < 0,1%   |
| греки          | 1              | < 0,1%   |

Рідною мовою назвали:
| Мова      | Кількість осіб | Відсоток |
| --------- | -------------- | -------- |
| румунська | 4442           | 83,0%    |
| турецька  | 909            | 17,0%    |
| німецька  | 1              | < 0,1%   |
| грецька   | 1              | < 0,1%   |

Склад населення міста за віросповіданням:
| Релігія       | Кількість осіб | Відсоток |
| ------------- | -------------- | -------- |
| православні   | 4372           | 81,7%    |
| мусульмани    | 961            | 18,0%    |
| римо-католики | 6              | 0,1%     |
| п'ятдесятники | 5              | 0,1%     |
| баптисти      | 5              | 0,1%     |

## Зовнішні посилання
- Дані про місто Беняса на сайті Ghidul Primăriilor [Архівовано 15 травня 2012 у Wayback Machine.]